# Franz Blatt
Franz Blatt, född 31 augusti 1903, död 2 augusti 1979, var en dansk språkforskare.
Blatt blev filosofie doktor 1930 och professor i klassisk filologi vid Aarhus universitet 1934. 1943-1945 var han verksam i Sverige, bland annat vid Göteborgs högskola. Blatt studerade främst medeltidslatinets utveckling, bland annat i arbetet Sprachwandel im Latein des Mittelalters (1933-1934). Han tog även aktiv del i utgivandet av Danmarks medeltidsdiplom genom Det Danske Sprog- og Litteraturselskab.